# Giorgi Zurabishvili
Giorgi Zurabishvili (en armeni: გიორგი ზურაბიშვილი, i més freqüentment en francès: Georges Zourabichvili) fou un intel·lectual georgià nascut el 3 d'octubre de 1898 a Tbilisi (aleshores Imperi Rus, actualment capital de Geòrgia), mort el 10 de setembre de 1944 a Bordeus, França. La història de la seva col·laboració amb l'Alemanya nazi i la seva fosca desaparició va ser narrat pel seu net Emmanuel Carrère a Un roman russe (2007).
Fill d'un antic ministre del govern georgià (1920-1921), fou pare de la historiadora Hélène Carrère d'Encausse i del compositor Nicolas Zourabichvili. També és avi de l'escriptor Emmanuel Carrère, del filòsof François Zourabichvili i de la doctora i periodista Marina Carrère d'Encausse.

## Extracte d'Un roman russe
A la seva novel·la Un roman russe, Emmanuel Carrère trenca un tabú familiar, donant detalls del seu avi i de la seva tràgica mort:
« […] El meu avi matern, Giorgi Zurabishvili, va ser un emigrant georgià, arribat a França a principis dels anys 20, després d'estudiar a Alemanya. [...] Els dos últims anys de l'ocupació, a Bordeus, va treballar com a intèrpret per als alemanys. Després de l'Alliberament, uns desconeguts van venir a arrestar-lo a casa seva i se'l van endur. La meva mare tenia 15 anys, el meu oncle 8. Ells mai l'han tornat a veure. Mai van trobar el seu cos. Mai ha estat declarat mort. Cap tomba porta el seu nom. Aquí, vull dir. Una vegada dit, no és pas gran cosa. Una tragèdia, sí, però una tragèdia banal, que en puc parlar fàcilment en privat. El problema és que això no és el meu secret, és el de la meva mare…»